# Brigitte Marleau
Pour les articles homonymes, voir Marleau.
 (janvier 2009).
Brigitte Marleau est une écrivaine, enseignante, illustratrice et pastelliste québécoise, née le 1er décembre 1968 à Verdun (Montréal).
Elle détient une maîtrise et un BAC en psychoéducation de l'Université de Montréal. Elle enseigne présentement en francisation.
Mère de quatre enfants, elle a travaillé à titre d'éducatrice spécialisée auprès des enfants de 0-2 ans et de leurs familles durant plus de 20 ans. Elle a aussi été  formatrice pour le Québec dans ce programme de Santé Canada. Elle publie et illustre la collection Au cœur des différences, destinée au monde scolaire et parascolaire. En 2009, elle obtient une bourse du Conseil des arts pour participer au salon du livre de Paris,
au salon du livre de Guadalajara et en 2011 à la Foire du livre de Bruxelles,.
Entre 1999 et 2000, deux encans bénéfices de toutes ses œuvres furent organisés. Les profits ont été remis à deux organismes communautaires, pour un montant de près de 5 000 $ canadiens.
Après avoir souffert d'un trouble alimentaire durant plus de 20 ans (hyperphagie boulimique), elle entreprend à 42 ans un changement de trajectoire. Avec l'aide de différents professionnels, elle reprend sa vie en main et se met à l'entrainement intensif. Depuis, elle participe à des triathlons et des marathons pour maintenir la forme. Elle a d'ailleurs écrit un livre D'obèse à triathlète. L'inspirant témoignage de Brigitte Marleau. Ce livre raconte son parcours,.

## Ouvrages publiés
- Ãsclé (Boomerang jeunesse, 2008) :
  - La promesse  (ISBN 978-2-89595-315-9)
  - La vengeance  (ISBN 978-2-89595-316-6)
  - Le combat  (ISBN 978-2-89595-317-3)
  - Le trésor  (ISBN 978-2-89595-382-1)
  - La Terreur  (ISBN 978-2-89595-430-9)
  -  La mort noire  (ISBN 978-2-89595-436-1)
  -  La solution finale  (ISBN 978-2-89595-533-7)
  -  La grande découverte  (ISBN 978-2-89595-534-4)
- La fée Trempette, Collection histoires à trous, Boomerang jeunesse, 2008  (ISBN 978-2-89595-305-0)
- Cassiopée, Collection m’as-tu lu ?, Boomerang jeunesse, 2008  (ISBN 978-2-89595-320-3)
- Ras le pompon, Collection m’as-tu lu ?, Boomerang jeunesse, 2008  (ISBN 978-2-89595-285-5)
- Plus de télé pour Joé, collection m'as-tu lu ?, Boomerang jeunesse, 2010  (ISBN 978-2-89595-468-2)
- Le chat de Mimi, Collection m'as-tu lu ?, Boomerang jeunesse, 2011  (ISBN 978-2-89595-579-5)
- Dégât chez Madame Petitpas, Collection m'as-tu lu ?, Boomerang jeunesse, 2012  (ISBN 9782895956532)
- Oiseaux sur le dos, Collection m'as tu lu ?, Boomerang jeunesse, 2014  (ISBN 978-2-89595-714-0)

- Croix de bois, croix de fer, Collection Biblio boum, Boomerang jeunesse, 2008  (ISBN 978-2-89595-283-1)
- Croix de bois croix de fer 2, collection Biblio Boum, Boomerang jeunesse, 2012  (ISBN 9782895956587)
- Abracadabra ! Atchoum !, Collection mini rat, ERPI, 2007  (ISBN 978-2-7613-2273-7)
- Oups ! Attrape-moi !, collection mini rat, ERPI, 2009  (ISBN 978-2-7613-2392-5)
- Un papa épatant, Collection ma langue au chat, Les 400 coups  (ISBN 2-89540-298-1)
- C'est encore bon !, Collection Rat de bibliothèque, ERPI, 2010  (ISBN 978-2-7613-3517-1)
- Un orage dans ma tête, Boomerang jeunesse, 2007  (ISBN 978-2-89595-231-2)
- Hou ! Hou ! Simon !, Boomerang jeunesse, 2007  (ISBN 978-2-89595-230-5)
- Fidélie et Annabelle, Boomerang jeunesse, 2007  (ISBN 978-2-89595-225-1)
- Mon nom c’est c’est Olivier !, Boomerang jeunesse, 2006  (ISBN 2-89595-167-5)
- Aïe ça pique !, Boomerang jeunesse, 2006  (ISBN 2-89595-168-3)
- Lolo, Boomerang Jeunesse, 2006  (ISBN 2-89595-170-5)
- Ma grande sœur Audrey, Boomerang jeunesse, 2006  (ISBN 2-89595-169-1)
- Les tics d’Emrick, Boomerang Jeunesse, 2007  (ISBN 978-2-89595-193-3)
- Le dragon à la dent sucrée, Boomerang jeunesse  (ISBN 978-2-89595-281-7)
- La mémoire effacée, Boomerang jeunesse, 2008  (ISBN 978-2-89595-325-8)
- Vincent et les pommes, Boomerang jeunesse, 2008  (ISBN 978-2-89595-324-1)
- Azalée et les cellules révoltées, Boomerang jeunesse, 2008  (ISBN 978-2-89595-307-4)
- Les mains qui parlent, Boomerang jeunesse, 2009  (ISBN 978-2-89595-372-2)
- Le mauvais tour de rhino, Boomerang jeunesse, 2009  (ISBN 978-2-89595-396-8)
- Le bedon rond, Boomerang jeunesse, 2010  (ISBN 978-2-89595-474-3)
- Le loup est malade, Boomerang jeunesse, 2010  (ISBN 978-2-89595-473-6)
- Les mots du ventre, Boomerang jeunesse, 2011  (ISBN 978-2-89595-519-1)
- D'où je viens ?, Boomerang jeunesse, 2011  (ISBN 978-2-89595-520-7)
- La tête dans un manège, Boomerang jeunesse, 2013  (ISBN 9782897092122)
- Le défi de Loïk, Boomerang jeunesse, 2017  (ISBN 9782897091415)
- Plus envie de rien, Boomerang jeunesse, 2016  (ISBN 9782897090296)
- Monsieur TOC, Boomerang jeunesse, 2013  (ISBN 9782895956907)
- D'obèse à triathlète l'inspirant témoignage de Brigitte Marleau, Caractère, 2015  (ISBN 9782897420970)
- L'heure de la lecture 3e année, Caractère, 2015   (ISBN 9782897420420)[9]
- Pareil pas pareil, Boomerang jeunesse, 2014  (ISBN 9782895957461)
- Octavio, Boomerang jeunesse, 2018  (ISBN 9782897092368)
- Bisbille et espadrilles, 2019   (ISBN 9782897093297)
- Complot et talons hauts, 2020 (ISBN 9782897093648)
- Mes deux mamans à moi, 2020  (ISBN 9782897093891)
- Grand-môman, 2021 (à paraître)

## Théâtre
Entre 2002 et 2008, elle a écrit et mis en scène cinq pièces de théâtre : Maux de femmes, C’est la faute à Rita, Me reconnaissez-vous ?, Grand-môman et Les mémoires d’une dinde. L’argent recueilli a servi à offrir des services qui répondent aux besoins des familles de la région.
source : articles du Journal de Chambly